# Bert Lahr
Bert Lahr – amerykański aktor sceniczny, radiowy i filmowy, znany najlepiej z roli Zeke; Tchórzliwego Lwa w Czarnoksiężniku z Oz.